# Ponte di Osman Gazi
Il ponte di Osman Gazi (in turco Osman Gazi Köprüsü) è un ponte sospeso che attraversa il Golfo di İzmit nel suo punto più stretto, lungo 2620 metri. Il ponte è dedicato al sultano Osmân Gâzî.

## Descrizione
Il ponte, che collega la città turca di Gebze alla provincia di Yalova, viene attraversato dall'autostrada O-5 attraverso il golfo. Il ponte è stato aperto il 1º luglio 2016 e ha superato il ponte di Fatih Sultan Mehmet per diventare il ponte più lungo in Turchia e il quarto ponte più lungo al mondo per la lunghezza della sua campata centrale.